# Неокомунізм

Один із запропонованих варіантів емблеми неокомунізму (сонячний серп і розвідний ключ).

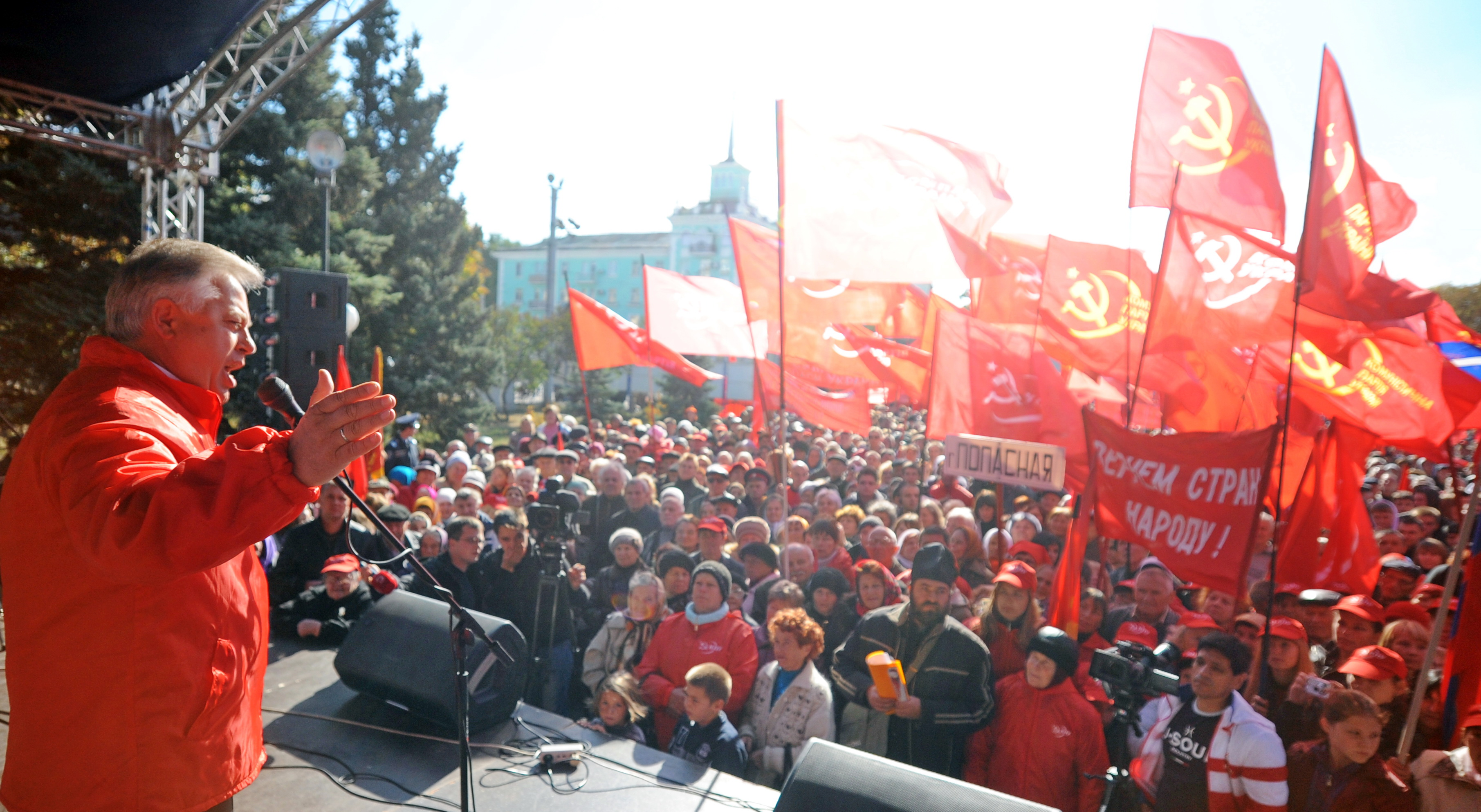
Мітинг неокомуністів. Україна, 21 століття.

Неокомунізм — діяльність, яка спрямована на розвиток і втілення в життя ідей комунізму в нових умовах; принципи і погляди, які є пристосуванням комунізму, як складової марксизму до нових суспільних та економічних умов. Особливого поширення термін набув після розпаду СРСР і подальшого краху комуністичної руху в країнах варшавського договору.

## Неокомунізм в Україні
В Україні існувала Комуністична партія України, яка на останніх парламентських виборах отримала 3,88% голосів. В 2014 році в.о. Президента України Олександр Турчинов та СБУ звернулися до Мін'юсту з проханням заборонити діяльність КПУ через співпрацю останньої з проросійськими терористичними угрупуваннями та антиукраїнську і підривну антиконституційну діяльність. Станом на 3 травня 2022 року діяльність КПУ була повністю заборонена. Проте, слід зазначити, що діяльність неокомуністів не завжди пов'язана з діяльність проросійської партії КПУ.

### Неокомуністичний радикалізм
Крім респектабельних політичних партій, існують радикальні ліві нелегальні та напівлегальні угруповання. Перш за все це антифа – відгалуження британської екстремістської організації «Anti-Fascist Action», що ставить за мету фізичну конфронтацію з носіями правих переконань на вулицях. Переважно вони вдаються до незаконних методів боротьби, що містять зрив, блокування, в тому числі й насильницькими методами заходів націоналістичних організацій, знищення їхньої символіки, атрибутики, побиття й убивства прибічників правої ідеології. Найбільш гучним було вбивство в квітні 2009 року, на Страсну П’ятницю, в Одесі 21-річного українського націоналіста Максима Чайки. Тодішній Президент України Віктор Ющенко вимагав від Міністерства внутрішніх справ і Служби безпеки України ретельного розслідування обставин убивства, а також заявив про можливе координування дій антифа антиукраїнськими силами з-за кордону.
На близьких позиціях стоїть північноамериканський за походженням рух червоних та анархо-скінхедів, який з 2000 року за підтримки росіян розвивається в Білорусі й Україні. Вони антирасистські й ультраліві, ідеалізують комунізм, мультикультуралізм і плюралізм, амбівалентність й альтернативні структури, котрі агресивно відстоюють, застосовуючи насильство. Червоні скінхеди дуже заангажовані політично, проте нечисельні.